# Asharpaya
Asharpaya fou una muntanya del país del kashka, des de la qual els guerrers kashka dominaven els camins que portaven a la regió de Pala i, per tant, també de Tummanna, ambdues situades a l'Occident. El rei va anar a aquestes regions i va expulsar els kashkes que controlaven els camins i els va empaitar cap a l'est fins a la terra de Samuha.